# Predrag Koraksić
Predrag Koraksić (en serbio: Предраг Кораксић, n. Čačak, 15 de junio de 1933), más conocido como Corax, es un caricaturista serbio que dibuja caricaturas principalmente sobre temas políticos.
Su padre, un partisano, fue asesinado por Chetniks durante la Segunda Guerra Mundial y pasó cuatro años en el exilio. Después de la guerra, se graduó en Zemun y estudió arquitectura en Belgrado. Comenzó a trabajar como dibujante en 1950 en Jež. Es el titular de la Legión de Honor.
Ha publicado varios libros, y en los últimos años también ha realizado dibujos animados, o más bien dibujos animados, que se retransmitieron en la televisión B92.